# セガソニック コスモファイター
『セガソニック コスモファイター』は、セガ・エンタープライゼスが1993年に発売したアーケードゲーム。

## 概要

### プレイヤーキャラクター
ソニック - 声優：草尾毅

### 非プレイヤーキャラクター
エッグマン - 声優：佐藤正治